# 902

## Události

### Podle místa

#### Evropa
- Jaro – markrabě Adalbert II. Toskánský revoltuje proti císaři Ludvíku III. („Slepému“). Pomáhá sesazenému králi Berengarovi I. získat zpět Italské království. Ludvík III. je nucen vzdát se lombardského trůnu, prchá do Provence a je přinucen slíbit, že se už nikdy nevrátí do Itálie.
- Únor a březen – Abú Abbás Abdalláh, dobyvatel Reggia di Calabria, se vrací ze Sicílie a stává se po svém otci Ibrahimovi II. aghlabovským emírem.
- Červen – Ibrahim II. přistává s aghlabovskými expedičními silami v Trapani a pokračuje do Palerma. Rozdrtí zesílenou byzantskou armádu u Giardini.

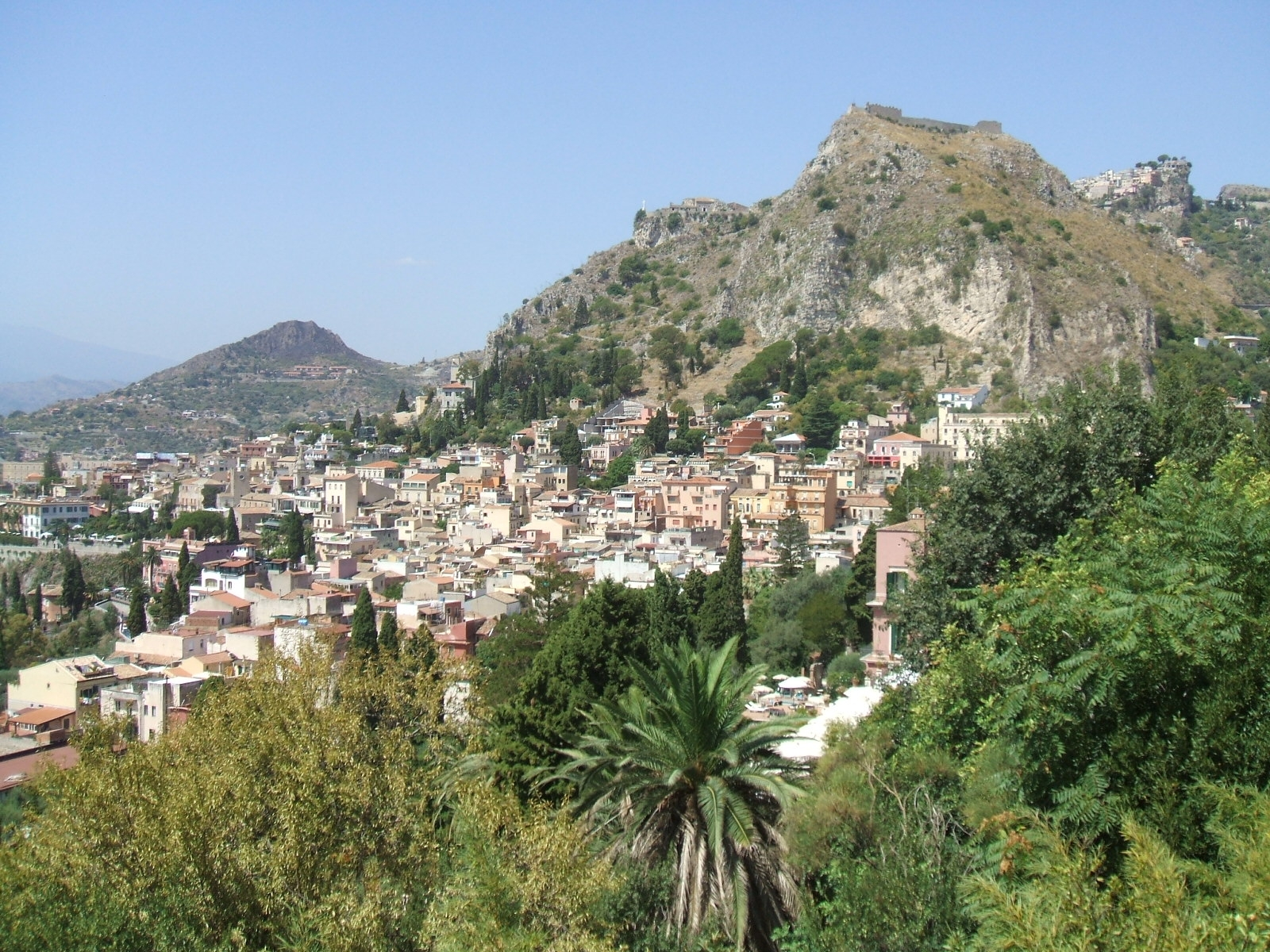
Pohled na Taorminu se saracénským hradem

- Pohled na Taorminu se saracénským hradem1. srpna – Taormina, poslední byzantská pevnost na Sicílii, je dobyta aghlabovskou armádou. Po téměř 75 letech je celá Sicílie v rukou Aghlabovců.[1]
- Září – Ibrahim II. překračuje Messinskou úžinu do Kalábrie. Zahájí svůj pochod k dobytí zbytku Itálie a obléhá Cosenzu.
- 23. října – Ibrahim II. umírá na úplavici v kapli poblíž Cosenzy. Jeho vnuk Zijádat Alláh přebírá velení armády, ale ruší obléhání.
- Zima
  - Baleárské ostrovy dobývá Córdobský emirát. Maurové na ostrovech vylepšují zemědělství zavlažováním.
  - Seveřané jsou vyhnáni z Dublinu. Po krátkém vpádu do Seisyllwgu (Wales) se skupina vedená vikingským lordem Ingimundrem se souhlasem paní Æthelflæd z Mercie usadí ve Wirralu.
- 13. prosince – Bitva u Holme: Anglosaská armáda je v Holme poražena dánskými Vikingy vedenými Æthelwoldem (synem Ethelreda). Æthelwold je zabit, čímž končí jeho vzpoura proti králi Eduardu I. Staršímu.

#### Arabská říše
- 5. dubna – Chalífa Ál-Mu'tadid umírá v Bagdádu po 10leté vládě. Vládcem Abbásovského chalífátu se stává jeho nejstarší syn Ál-Muktafí.
- Kmen Kutama pod vedením Abú Abdalláha al-Ši'i se bouří proti Aghlabovcům. Zahájí tažení a požádá fatimovského duchovního vůdce Ubajda Alláha al-Mahdí Billáha o podporu.
- Maurští andaluští obchodníci založili obchodní osadu (tzv. emporium) v Oranu (dnešní Alžírsko).[2]

#### Asie
- Jaro – Císař Čao-cung jmenuje Jang Sing-miho velitelem východních okruhů v Číně. Získává titul prince Wu-čunga z Wu.
- Království Nan-čao ve východní Asii je svrženo, následují v rychlém sledu tři říše a založení království Ta-li v roce 937.

## Narození
- Tu, císařovna říše Sung (přibližné datum)
- Edwiga z Wessexu, královna a manželka Karla III. Francouzského

## Úmrtí
- 5. prosince – Ealhswith, královna a manželka Alfréda Velikého

## Hlavy států
- České knížectví – Spytihněv I.
- Velkomoravská říše – Mojmír II.
- Papež – Benedikt IV.
- Anglické království – Eduard I. Starší
  - Mercie – Æthelred
- Skotské království – Konstantin II. Skotský
- Východofranská říše – Ludvík IV. Dítě
- Západofranská říše – Karel III.
- Uherské království – Arpád
- První bulharská říše – Symeon I.
- Byzanc – Leon VI. Moudrý